# دکترهای جوان عاشق
دکترهای جوان عاشق (به انگلیسی: Young Doctors in Love) فیلمی محصول سال ۱۹۸۲ و به کارگردانی گری مارشال است. در این فیلم بازیگرانی همچون مایکل مک‌کین، شان یانگ، هکتور الیزوندو، هری دین استنتون، پاتریک مکنی، دابنی کلمن، ریک اورتون، کریستال برنار، تد مک گینلی، سال روبینک، پاملا رید، مایکل ریچاردز، تیلور نگرون، تیتوس واندیس، ریچارد دین اندرسون ایفای نقش کرده‌اند.